# 系列
系列，是以某一類型的題材創作的故事作品，以及相關的衍生作品的總稱。同時也可以指某一人創作的相同風格的作品，而這類作品之間更是毫無聯繫的。系列總是由不相連的故事拼湊而成，因此一個獨立而連續的長篇故事並不能算一個「系列」，但將其分拆成多個獨立的故事再作歸集則可以算是個系列。

## 主角
系列中的主角，通常由其中一個角色擔任幾代的主角；亦有整個系列中，數個作品中交換角色為主角，或不斷創作新的角色為主角。

## 系列作品

### 正傳
正傳，以最初故事(初代)、世界、系統為藍本，發展新的故事。正傳的命名，除第一代之外，其餘後代作品均在正名後以數字標註(如生化危機4)。正傳的全部作品，又可稱為正傳系列，部分愛好者僅視正傳為正統作品，而不接受衍生作品。

### 外傳
外傳，不以正傳為藍本，以全新的故事、世界、系統開展故事，但某些作品中摻入正傳中的角色，以使外傳的故事與正傳有關聯。也有部分作品以新主角開展故事，甚至與正傳完全無關，僅作為商業掛鈎。

### 前傳
前傳，前傳的故事由於自由度高，可以脫離續集中的主角關繫，但仍使用正傳的架構，不過前傳並非列系中的必要作品。視乎發行公司的需要，前傳既可列為正傳，也可列為外傳。

### 特別版結局
特別版結局，最普通結局後的加長內容。不同於一般結局，特別版結局中，對整個故事的人物的結局、懸念均有祥盡的解釋，對整個系列的發展作總結。

### 紀錄片系列
以一類題材拍攝的紀錄片，通過連續幾輯而湊成一個系列。

## 其他平台
受歡迎的題材往往吸引其他製作人，因此現時的跨平台作品非常多，不過傳統上，在另一平台的出現的作品不能稱為原平台的系列作品。如動畫改編電影、小說，則電影版、小說版不能算為系列作品。但大多數人認為，漫畫、動畫、遊戲可以合為一個整體系列，電影、電視劇可以合為一個整體系列，而小說不能與其他平台合為一個系列。

## 典型的系列

### 遊戲系列
- 生化危機系列：從0-5代為正傳，其中0代亦是前傳，槍下遊魂1-2、聖女密碼1-2為外傳。各代均有人物的關繫連結。
- 最終幻想系列：各代皆是全新故事，系統在每代均有改變，最大的變化是畫面系統。不過最終幻想也打破慣例製作Ⅹ-Ⅱ，是Ⅹ代的故事為後續的特別版結局形式的續篇。
- 軒轅劍系列：除第一代外，以正傳搭外傳的形式推出，外傳並沒有數字標示，其中惟獨天之痕為3代的外傳並掛上數字以表示相關。另有戰棋式的軒轅伏魔錄、網絡版軒轅劍ONLINE。
- 櫻花大戰系列：正傳以遊戲為主線，另穿插OVA、活動寫真，但TV動畫版不屬正傳系列。另有小說、漫畫等衍生作品。
- 生或死系列：1-4代為格鬥遊戲，極限排球為另類的排球遊戲。
- 大富翁系列：僅以遊戲方法或趣味性來保持系列的一致性。
- 神奇寶貝系列：每代以遞增的神奇寶貝總數作為區分，並且以首先推出的兩版本作為該世代的統稱（例如紅綠、金銀），每個世代都會有一個主要舞台及供玩家選擇的代表主角和初選神奇寶貝（重製版另計），藉此延伸世界觀。目前已推出至九代（朱紫），並有各種不同世界觀的外傳作品及跨平台延伸作品。

### 電影系列
- 異形系列
- 未來戰士系列
- 大白鯊系列
- 侏羅紀公園系列
- 奪寶奇兵系列
- 星球大戰系列
- 漫威電影宇宙系列，由漫威漫畫工作室（英語：Marvel Studios）基於漫威漫畫出版物中的角色獨立製作的一系列電影所構成的架空世界和共同世界。
- DC漫畫系列

### 創作人系列
- 宮崎駿系列
- 高橋留美子系列
- 迪士尼系列

### 電視劇系列
- 越獄系列
- HEREOS系列
- 24系列
- 迷失系列
- 終極系列，台灣電視劇